# Evangelisch-lutherische Kirche (Feldkirchen)

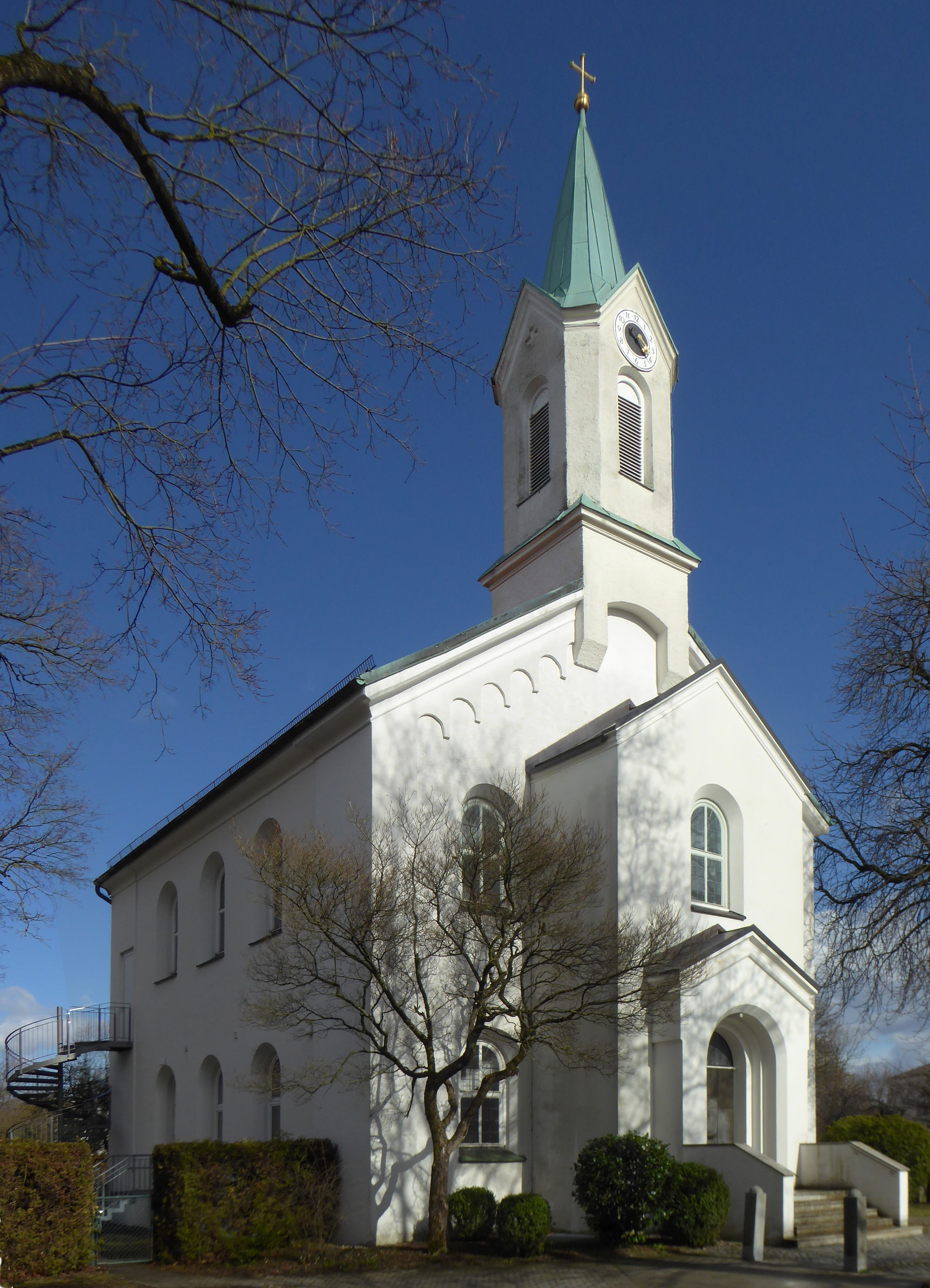
Evangelisch-lutherische Kirche in Feldkirchen

Die Evangelisch-lutherische Kirche ist ein Kirchengebäude der Evangelisch-Lutherischen Kirche in Bayern in der oberbayerischen Gemeinde Feldkirchen im Landkreis München. Das Bauwerk ist als Baudenkmal in die Bayerische Denkmalliste eingetragen.

## Lage

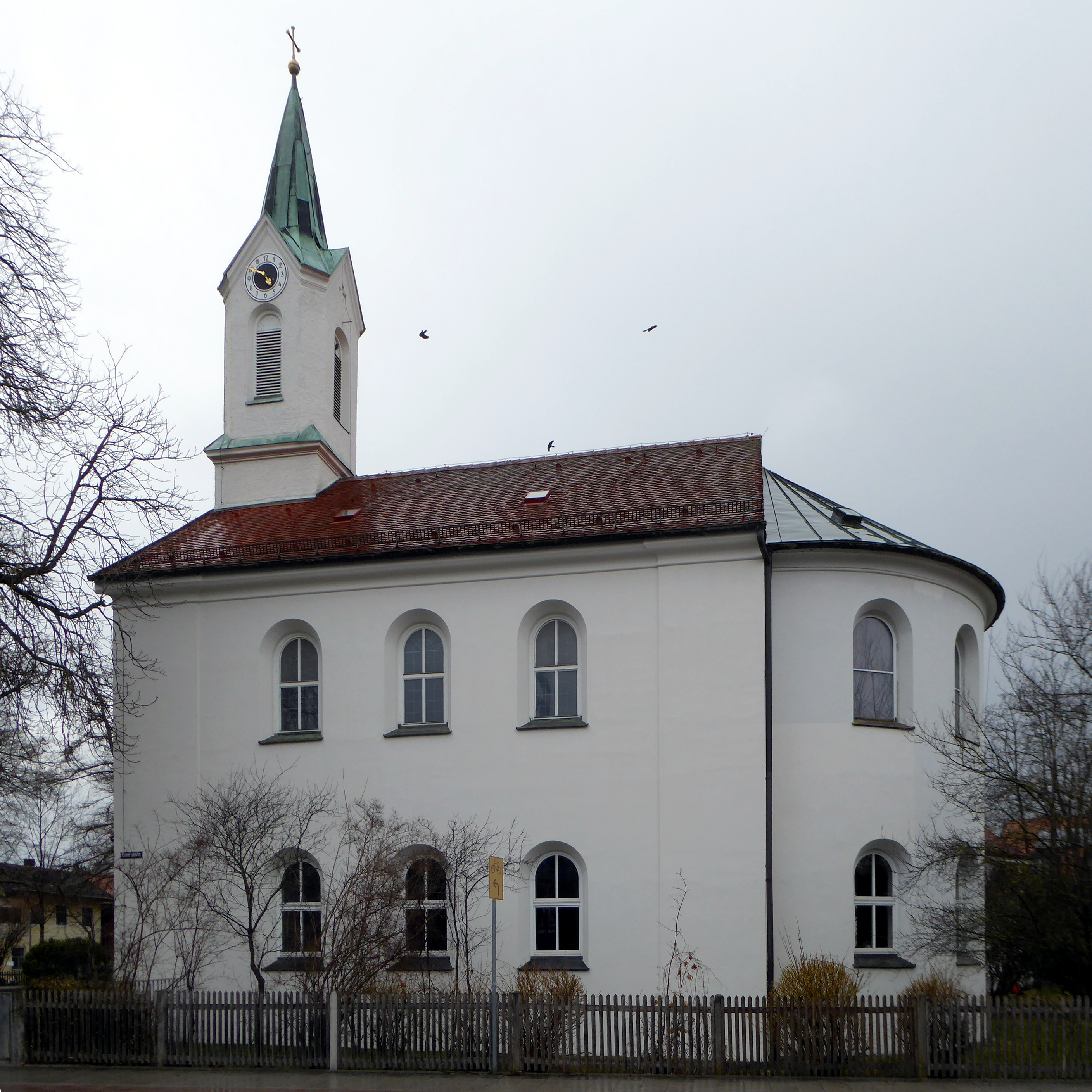
Ansicht von Südosten

Die Kirche liegt am Rand des historischen Ortskerns von Feldkirchen an der Einmündung der Emeranstraße in die Bahnhofstraße, etwa 160 Meter östlich der römisch-katholischen Pfarrkirche St. Jakobus der Ältere. Das Gebäude ist in etwa in der Richtung Westsüdwest-Ostnordost ausgerichtet.

## Geschichte
Nach der Ansiedlung von Zuwanderern aus der Pfalz und aus Baden entstand auf Veranlassung der evangelischen Königin Karoline hin in Feldkirchen 1833 eine der ersten evangelischen Gemeinden im Münchner Umland. Diese wurde später zur Mutterpfarrei weiterer evangelischen Gemeinden in der Umgebung. 
1836 begann die Planung zum Bau einer zweigeschossigen Kirche. Das Erdgeschoss war für eine Wohnung des Vikars und einen Schulraum vorgesehen, das Obergeschoss für einen Betsaal. Die Grundsteinlegung fand am 12. Juni 1837 statt; am 12. November desselben Jahres erfolgte die Weihe.
1856 wurde die heute noch vorhandene Ausstattung der Kirche angeschafft. 1868 bis 1871 wurden bauliche Veränderungen durchgeführt, unter anderem der Bau des Dachreiters. 1892 wurden die farbigen Glasfenster eingesetzt. 1973 wurde das Äußere der Kirche restauriert, 1977 das Innere.
Schräg Gegenüber der Kirche wurde 1885 eine Evangelische Schule errichtet, 1911 folgte das Evangelische Pfarrhaus nördlich neben der Kirche.

## Beschreibung
Die Kirche ist ein zweigeschossiger Bau im neoromanischen Stil. Er hat eine Grundfläche von etwa 15 × 12 Metern und trägt ein Satteldach. An der Nordostseite ist ein zweigeschossiger eingezogener halbrunder Chor angebaut, an der Südwestseite ein ebenfalls zweigeschossiger Eingangsvorbau mit einem vorgezogenen Portal, zu dem eine Treppe hinaufführt. Auf dem Südwestende des Dachfirsts sitzt ein Dachreiter mit Dreiecksgiebeln und Spitzhelm.
Der Kirchenraum im Obergeschoss hat eine Flachdecke. Die farbigen Glasfenster aus der Hofglasmalereianstalt Zettel in München zeigen Szenen aus dem Lenen Jesu.
Die neoromanische Ausstattung umfasst Altar, Ambo, Kanzel und Pfarrersbank. Das rundbogige Altargemälde zeigt den gekreuzigten Jesus.

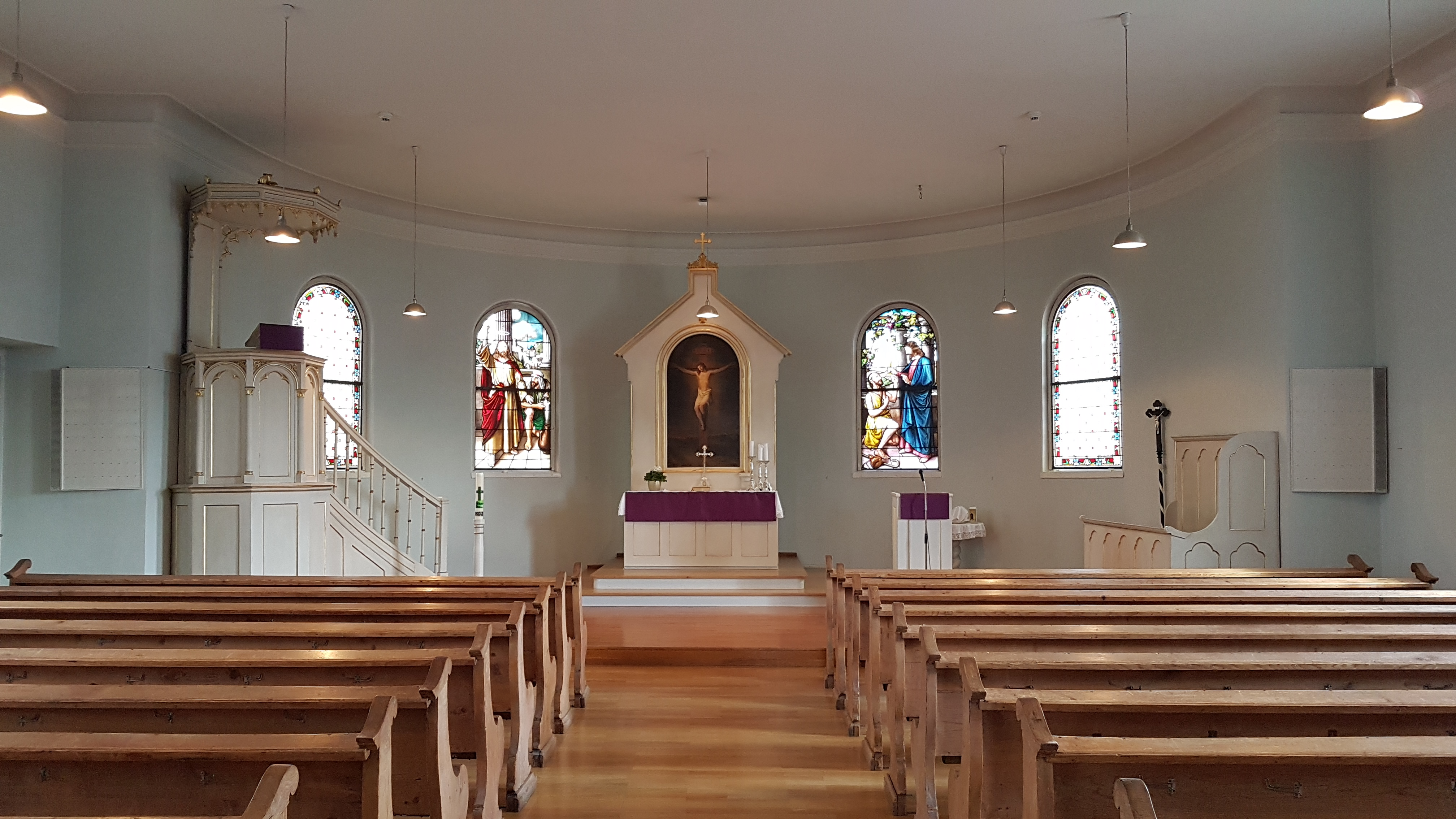
Kirchenraum
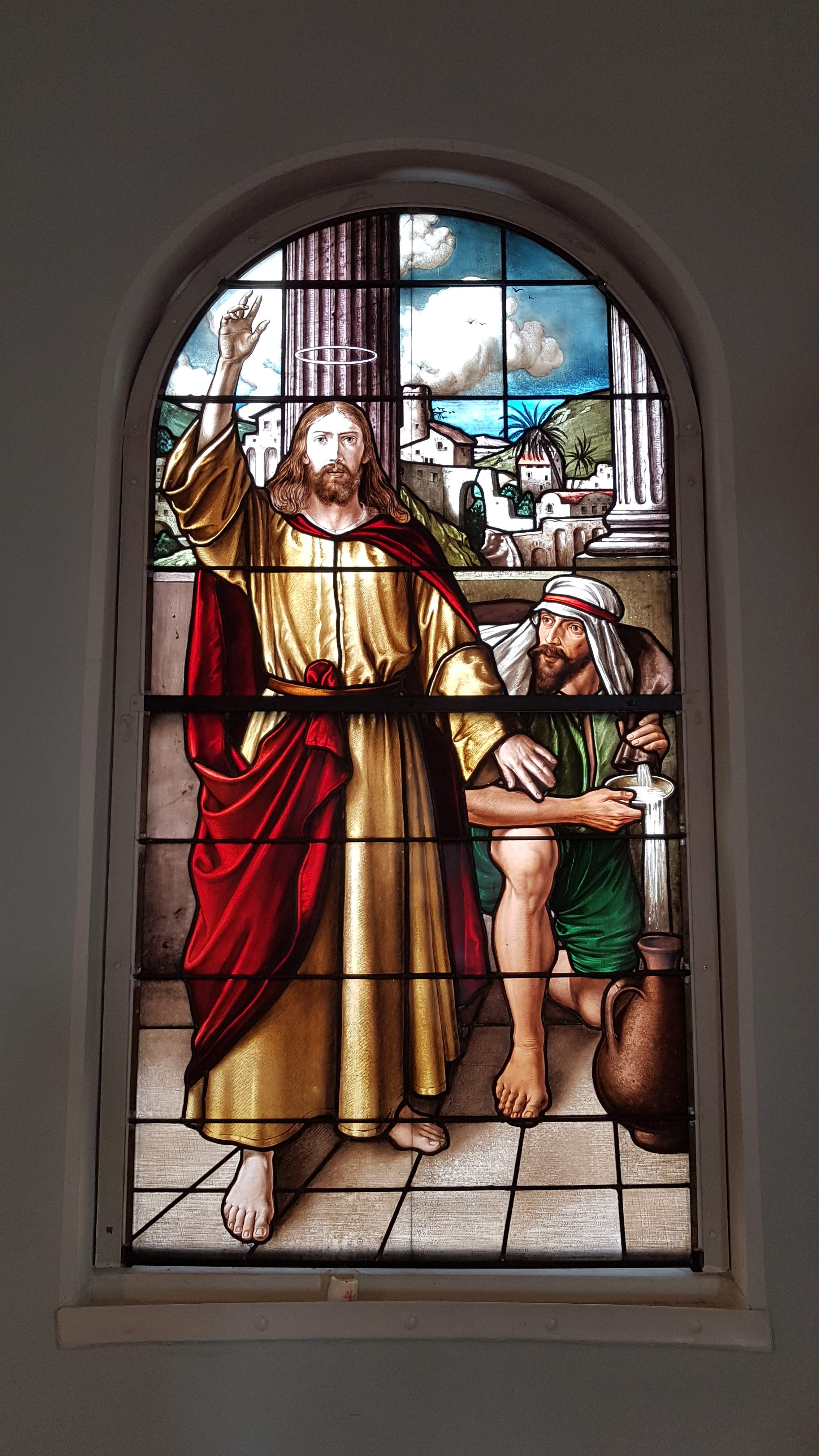
Glasfenster
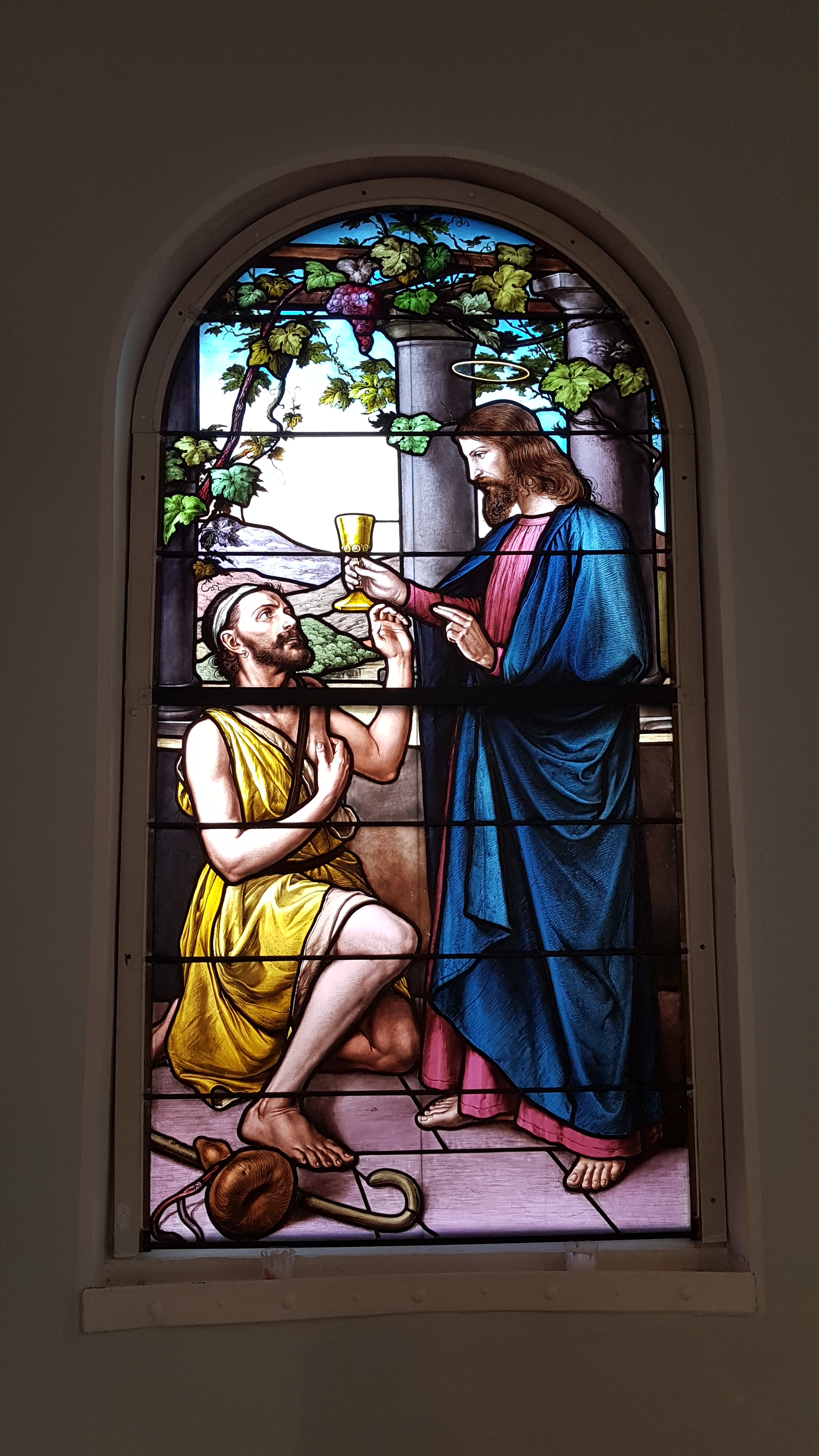
Glasfenster
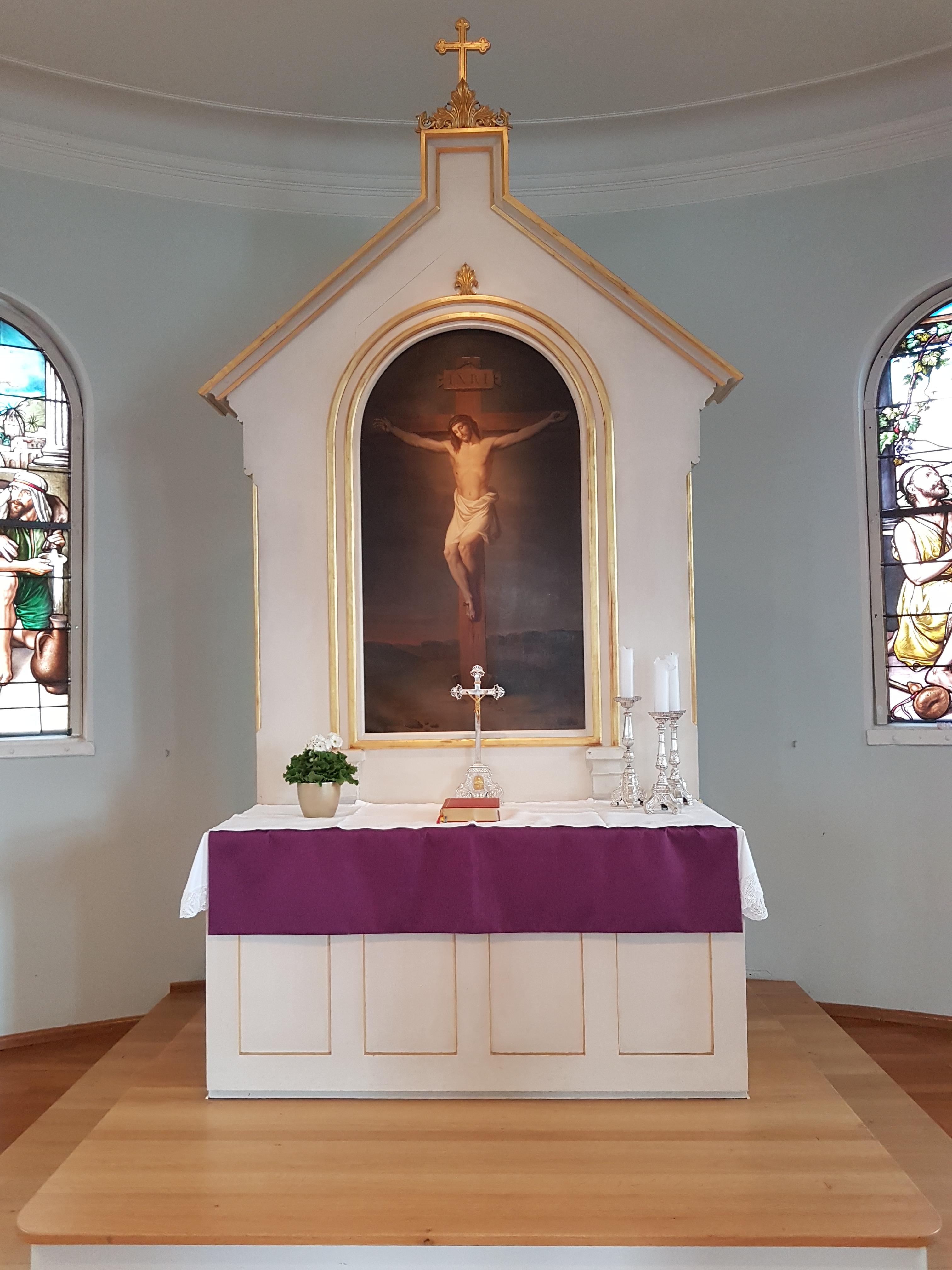
Altar

## Orgel

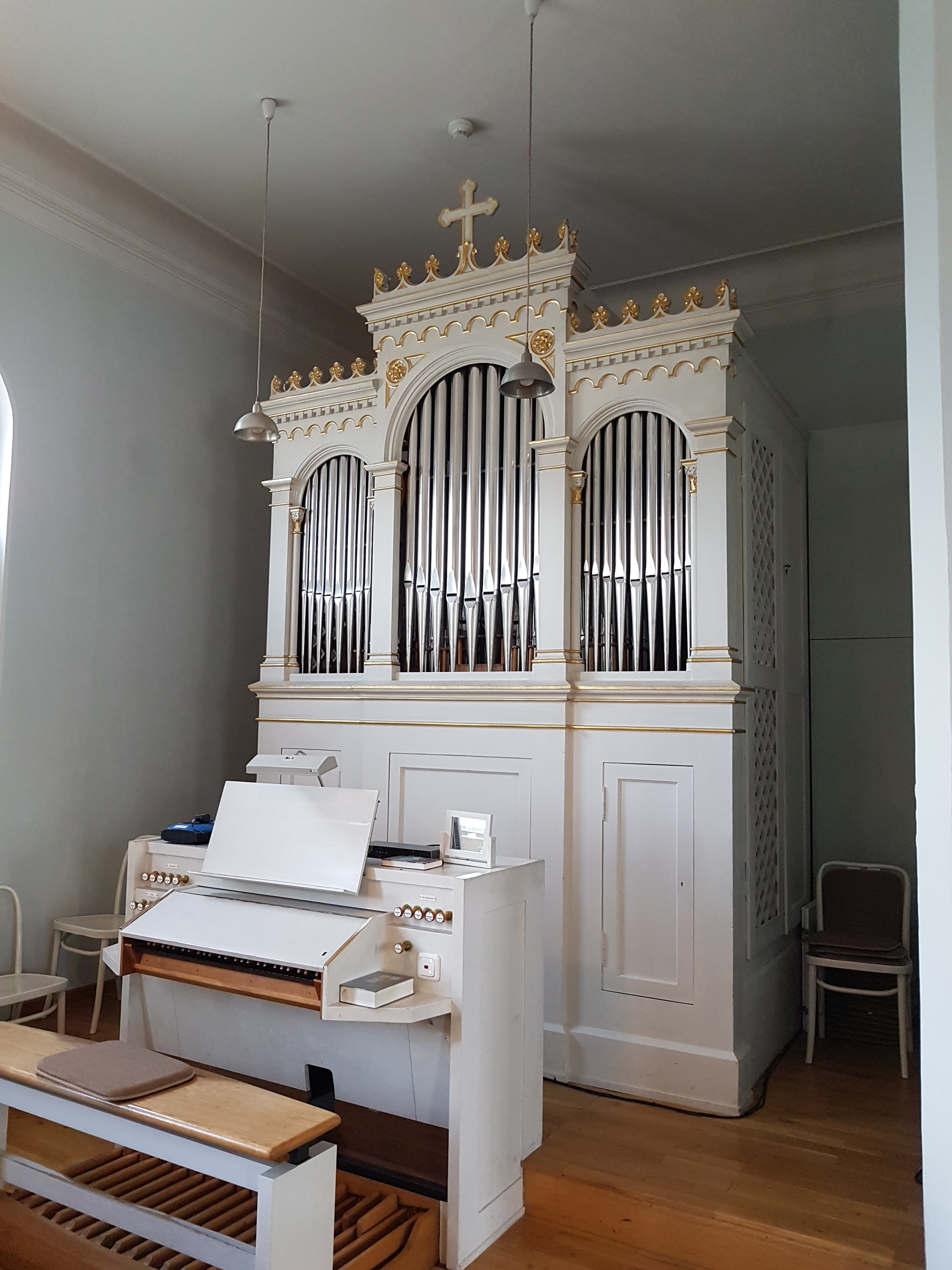
Die Orgel

Die Orgel mit 14 Registern auf zwei Manualen und Pedal wurde 1978 von Steinmeyer gebaut. Der Prospekt stammt noch von der Vorgängerorgel, ebenfalls von Steinmeyer, von 1896. Die Disposition lautet:
| I Hauptwerk C–g3 |       |
| Rohrflöte        | 8′    |
| Salicional       | 8′    |
| Prinzipal        | 4′    |
| Schwiegel        | 2′    |
| Mixtur IV        | 1 ⁄3′ |
| Cromorne         | 8′    |
| Tremulant        |       |

| II Schwellwerk C–g3 |       |
| Gedeckt             | 8′    |
| Blockflöte          | 4′    |
| Prinzipal           | 2′    |
| Sesquialter II      | 2 ⁄3′ |
| Flageolet           | 1′    |
| Tremulant           |       |

| Pedal C–f1    |     |
| Subbaß        | 16′ |
| Gedacktpommer | 8′  |
| Oktave        | 4′  |

- Koppeln:  II/I, II/P, I/P
- Bemerkungen: Schleiflade, mechanische Spiel- und Registertraktur